# 庫斯季奇
51°4′22″N 24°26′48″E / 51.07278°N 24.44667°E
庫斯季奇（烏克蘭語：Кустичі），是烏克蘭的村落，位於該國西部沃倫州，由科韋利區負責管轄，面積1平方公里，海拔高度183米，2001年人口256，人口密度每平方公里256.77人。